# Ken Kesey
Ken Elton Kesey [kízi] (17. září 1935 La Junta, Colorado – 10. listopadu 2001 Eugene, Oregon) byl americký spisovatel. Bývá řazen do postmoderní literatury, někdy je považován za styčný bod mezi beatníky a hnutím hippies.
Kesey vystudoval divadelní umění na oregonské univerzitě v Eugene. Na Stanfordově univerzitě v Kalifornii absolvoval kurz tvůrčího psaní (1958–1959).
V době studií se stal dobrovolníkem ve výzkumu Veterans Hospital v Menlo Parku, který zkoumal účinky halucinogenů (včetně LSD). Role pokusného králíka v tomto výzkumu ho později inspirovala k napsání jeho prvního románu Vyhoďme ho z kola ven, který vyšel v roce 1962, dosáhl velkého úspěchu, byl zpracován do podoby divadelní hry.
V roce 1975 natočil režisér Miloš Forman podle divadelní adaptace Keseyho knihy Vyhoďme ho z kola ven úspěšný film Přelet nad kukaččím hnízdem, který získal 5 Oscarů. Sám Kesey prý film nikdy neviděl, kvůli sporům o ocenění jeho autorských práv. Také se mu nelíbilo, že ve filmu nebyl jako vypravěč indián Bromden, tak jak je tomu v knize.
Po vydání svého druhého románu Tak mě někdy napadá v roce 1964 si koupil Kesey školní autobus, pojmenoval ho Further a vydal se v doprovodu Neala Cassadyho a skupiny přátel, kteří si říkali The Merry Pranksters (Veselí šprýmaři) na výlet přes USA na newyorskou Světovou výstavu. V New Yorku se tehdy seznámil s Allenem Ginsbergem a Jackem Kerouackem. Tento výlet následně popsal další jeho účastník Tom Wolfe ve své knize Kyselinovej test. V roce 1971 byl jeho román Tak mě někdy napadá zfilmován a dostal dvě nominace na Oscara.
Zemřel 10. listopadu 2001 po operaci, při níž mu byl z jater odstraněn rakovinný nádor.

## Dílo
Ve svých dílech se zabývá problémem odcizení, které nastává kvůli anonymitě moderní společnosti. Často se zabývá problémy jedince, který se vinou společnosti dostane do jemu nepřátelského prostředí, autor se staví do role protestujícího proti této situaci. Po napsání prvních dvou knih se na 20 let odmlčel.
Některá jeho díla, především různé kratší eseje a úvahy byly napsány pod vlivem omamných látek.
- Vyhoďme ho z kola ven, Odeon 1979 (One Flew Over the Cuckoo's Nest, 1962)
- Tak mě někdy napadá, Argo 1999, ISBN 80-7203-122-8 (Sometimes a Great Notion, 1964)
- Skříňka s démonem, Argo, 1996, ISBN 80-85794-98-5 (Demon Box, 1986)
- Námořníkova píseň, Argo, 2003, ISBN 80-7203-478-2 (Sailor Song, 1992)
- Kesey's Garage Sale, 1973
- Caverns, 1990
- Poslední kolo : opravdový western, Argo 2005 (Last Go Round (s Ken Babbsem), 1994)
- Zápisky z lochu : Nechte ty k****y běžet, Argo 2006

Mimo těchto děl napsal celou řadu krátkých esejů, úvah, několik divadelních her a scénářů.